# Le capitaine déteste la mer
Pour plus de détails, voir Fiche technique et Distribution.
Le capitaine déteste la mer (The Captain Hates the Sea) est un film américain réalisé par Lewis Milestone, sorti en 1934.

## Synopsis
Steve Bramley, un journaliste alcoolique, embarque sur le navire San Capador pour une croisière reposante dans l'espoir d'arrêter de boire et de commencer à écrire un livre. Schulte, l'ami de Steve, est également à bord ainsi qu'un détective privé qui espère mettre la main sur le criminel Danny Checkett, qui détient une fortune en obligations volées. Steve commence à boire, tout en observant les diverses histoires des autres passagers à bord, dont plusieurs s'avèrent ne pas être ce qu'ils semblent être au premier abord...

## Fiche technique
- Titre original : The Captain Hates the Sea
- Titre français : Le capitaine déteste la mer
- Réalisation : Lewis Milestone
- Scénario : Arnold Belgard et Wallace Smith d'après le roman de ce dernier
- Photographie : Joseph H. August
- Montage : Gene Milford
- Pays de production :  États-Unis
- Format : Noir et blanc - 1,37:1 - Mono
- Genre : Comédie
- Date de sortie : 1934

## Distribution
- Victor McLaglen : Junius P. Schulte
- Wynne Gibson : Mme Jeddock
- Alison Skipworth : Mme Yolanda Magruder
- John Gilbert : Steve Bramley
- Helen Vinson : Janet Grayson
- Fred Keating : Danny Checkett
- Leon Errol : Layton
- Walter Connolly : Capitaine Helquist
- Tala Birell : Gerta Klangi
- Walter Catlett : Joe Silvers
- John Wray : M. Jeddock
- Claude Gillingwater : Juge Griswold
- Emily Fitzroy : Mme Victoria Griswold
- Donald Meek : Josephus Bushmills
- Luis Alberni : Juan Gilboa
- Akim Tamiroff : Général Salazaro
- Arthur Treacher : Major Warringforth
- Inez Courtney : Flo
- Moe Howard
- Curly Howard
- Larry Fine
- Emmett Vogan : le médecin du navire